# Ellen Schulz Quillin
Ellen Dorothy Schulz de Quillin (16 de junio de 1892 - 6 de mayo de 1970) fue una botánica, ecóloga, y profesora estadounidense. Fue directora de museos, ayudando a establecer el Museo Witte en San Antonio (Texas). Siendo la directora del Museo Witte de 1926 a 1960. Quillin escribió numerosas guías de campo relacionadas con la flora de Texas.

## Biografía
En 1918, se graduó por la Universidad de Míchigan, con un M.Sc. e hizo estudios de posgrado en la Universidad de Texas de 1920 a 1922. Y recibió su Sc.D. por la Universidad de Míchigan.

## Honores
Miembro de la American Association for the Advancement of Science, de la National Academy of Sciences, de la Botanical Society of America, y de otras numerosas sociedades científicas.

## Obra
- 500 Wild Flowers of San Antonia and Vicinity [3]

- Texas Wild Flowers[4]

- Texas Cacti: A Popular and Scientific Account of the Cacti Native of Texas[5]

- The Story of the Witte Memorial Museum, 1922-1960[6]

## Fuente
- Allen G. Debus (dir.) 1968. World Who’s Who in Science. A Biographical Dictionary of Notable Scientists from Antiquity to the Present. Marquis-Who’s Who (Chicago): xvi + 1855 p.

- La abreviatura «E.D.Schulz» se emplea para indicar a Ellen Schulz Quillin como autoridad en la descripción y clasificación científica de los vegetales.[7]